# الرجل الذئب (مسرحية)
الرجل الذئب مسرحية رعب كوميدية، مثلت عام 2002 من تأليف علاء الجابر وإخراج عبد الرحمن المسلم، كما تم تصميمها للاستعراض من قبل علي الفرحان.

## البطولة
عبد العزيز المسلم (ومثل بها في يوم التصوير) وعبد الرحمن العقل وباسمه حماده وهيا الشعيبي، قاموا بأدوار البطولة.بالإضافة إلى جمال الشطي ـ علي الفرحان - سعود الشويعي ـ عمراليعقوب ـ ناصر حمود ـ لميس الشعيبي.

## ملخص الأحداث
يتعرض برفسور للتشوية بعد إحدى تجاربة، فيتحول للرجل الذئب، ما هو مصير أبنته وزوجته، وما دور الصحافة من هذا الخبر، وهل كان لأحد يد في ذلك الفعل، وهل ستتزوج زوجتة بعد ذلك، ومن سيعتني بأبنته، وما هو دور الشرطة للقبض عليه؟

## حقائق
تغيرات: في آخر عروضها في عيد الأضحى اعتذر عبد الرحمن العقل ومعه سعود الشويعي واخذ ادوارهم جمال الردهان وعادل المسلّم وذلك بعد العرض المصور حيث العرض المصور كان أحد عروض ما قبل عيد الأضحى. جسد عبد العزيز المسلّم في هذه المسرحية دور العالم ناصر ومثل في يوم التصوير فقط. يقول البعض من الجمهور بأحد العروض انهم رأوا اشباح حقيقية تظهر داخل المسرح بسبب ارتفاع أصوات الرعب والصراخ في قاعة المسرح.
| سبقه البيت المسكون 2 | أعمال مسرح السلام 2002 | تبعه مسرحية صفارة إنذار |